# Teofanie

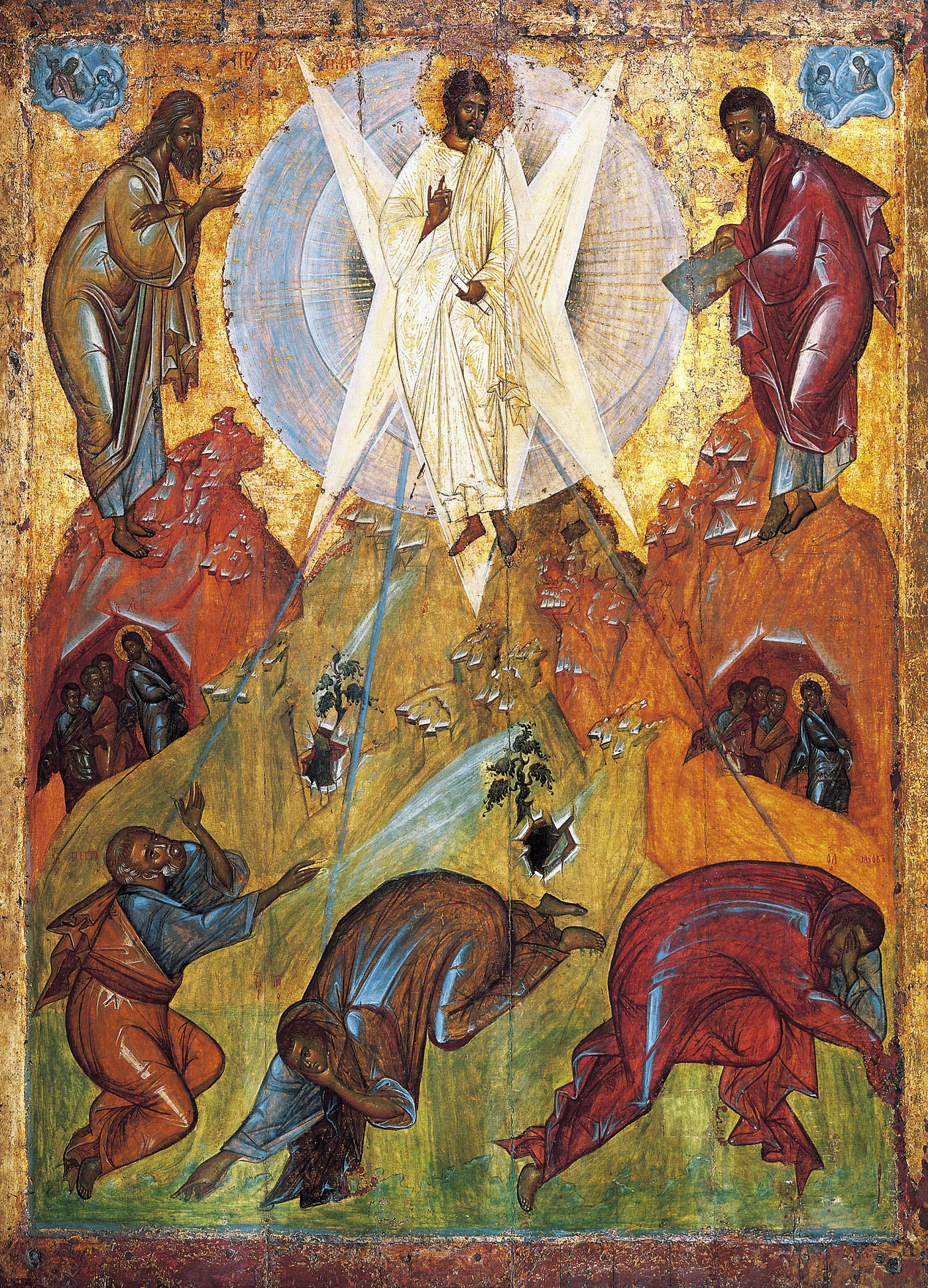
Schimbarea la Față, icoană de Teofan Grecul, sec. al XIV-lea

Teofania (în greacă Θεοφάνεια - theophaneia = apariție a divinității) sau Epifania este un termen care înseamă o apariție sau manifestare a divinității sub formă materială, personală ori impersonală. 
În Vechiul Testament principala teofanie este Rugul Aprins în care Dumnezeu i s-a arătat lui Moise.
În creștinism principala teofanie este persoana lui Isus din Nazaret. Natura lui divină a fost văzută pentru prima dată de cei trei magi de la Răsărit, apoi de păstorii de pe câmp etc. Teofanii în legătură cu persoana lui Isus sunt relatate de Noul Testament cu ocazia Botezului lui Isus, Schimbării la Față, Răstignirii, Învierii, Rusaliilor etc.
În Biblie apar mai multe forme de teofanie, precum:
- înfățișări antropomorfice
- înfățișări ne-antropomorfice
- vorbirea directă fără o înfățișare vizibilă
- înfățișări ale „îngerului Domnului.”
- întrupare.

## Vezi și
- Boboteaza